# Стереоскопічний фотоапарат

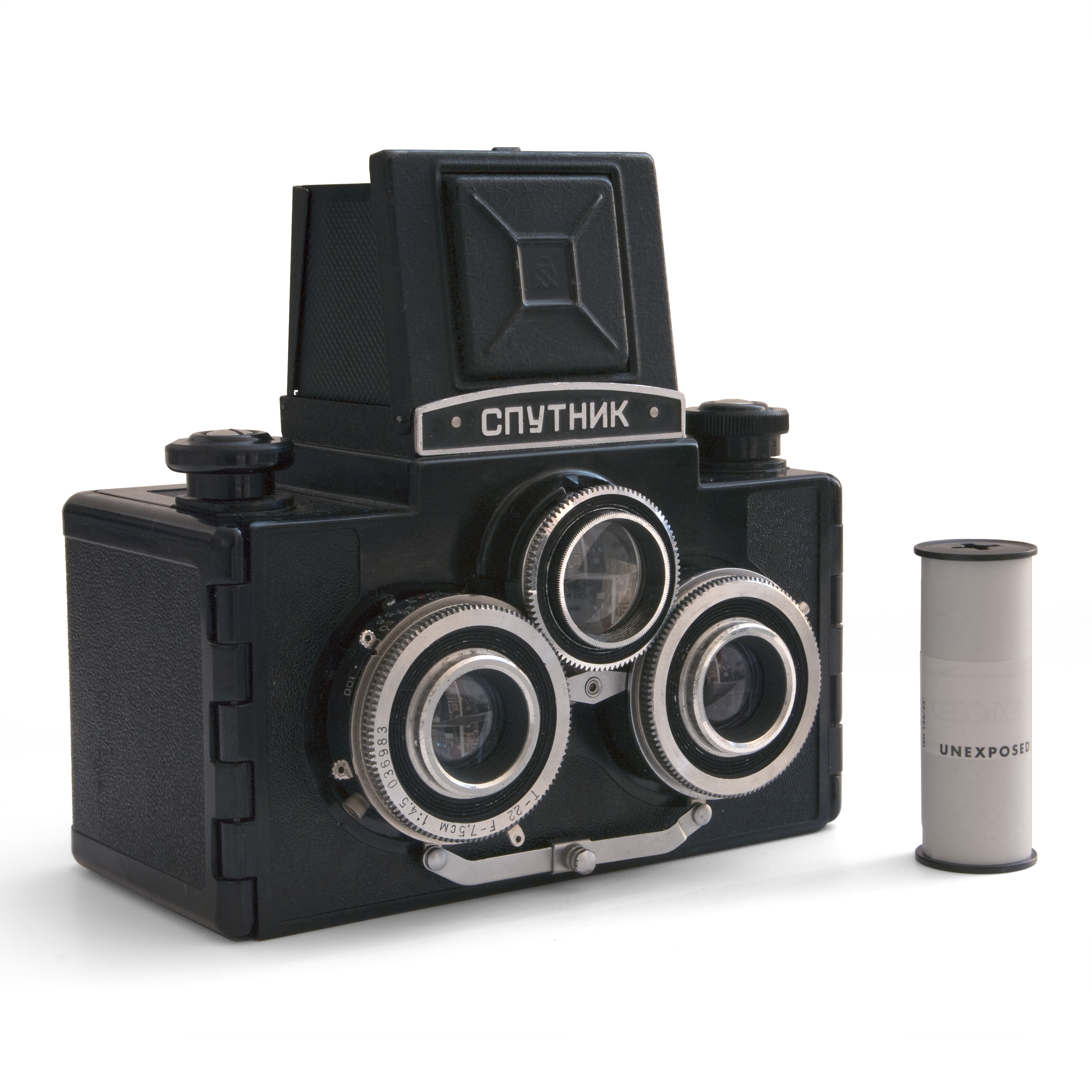
Трьохоб'ектівний дзеркальний стереофотоаппарат «Супутник» (центральний об'єктив — об'єктив дзеркального видошукача)

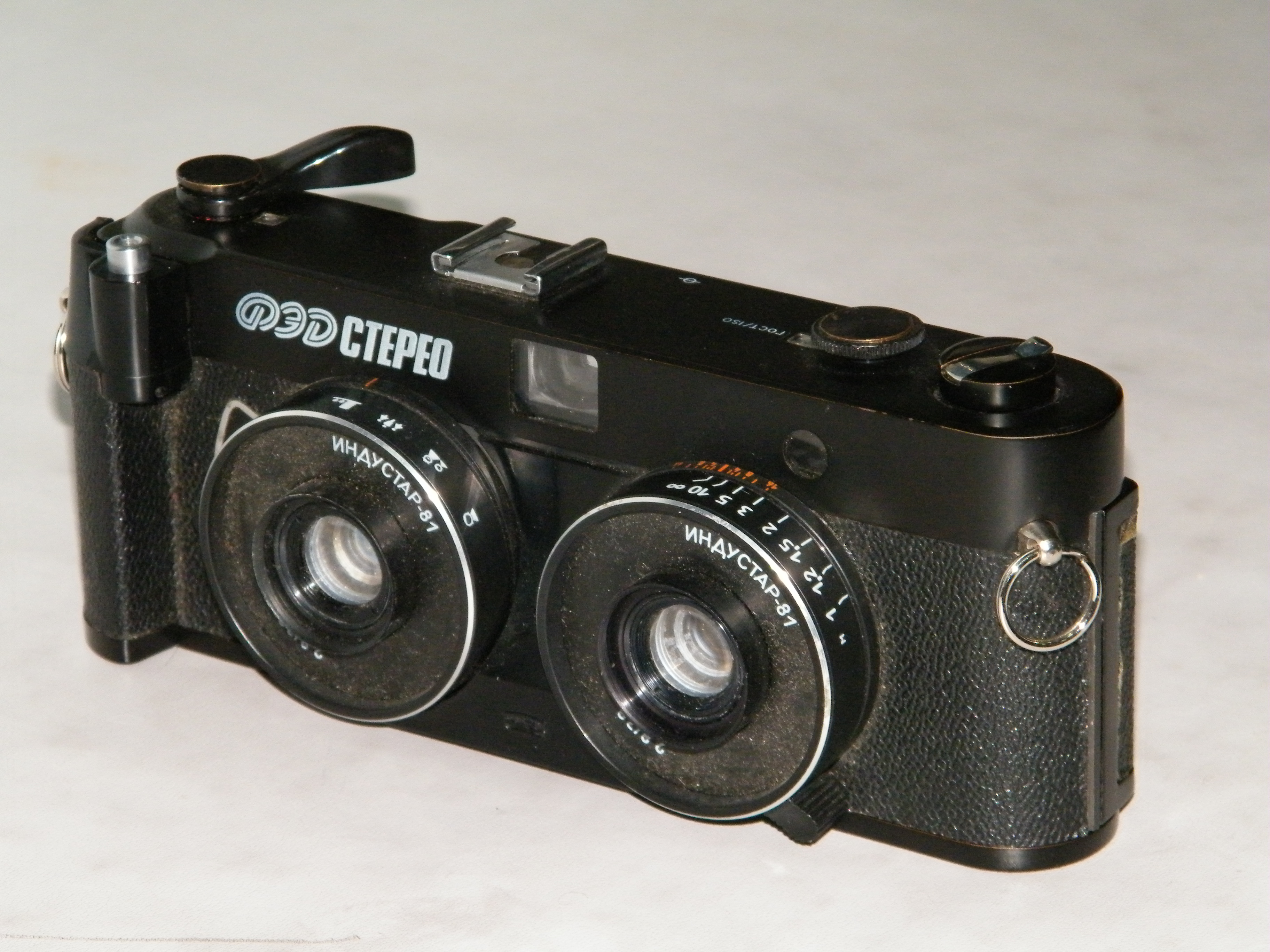
Стереофотоаппарат «ФЕД-Стерео».

Стереоскопічний фотоапарат (стереофотоаппарат,стереокамера) — тип фотоапарата з двома або більше знімальними об'єктивами, що створюють роздільні кадри на фотоплівці або матриці. 
Це дає змогу оперативно симулювати людський бінокулярний зір, і таким чином, за допомогою процесу під назвою «стереоскопічна фотозйомка», отримувати тривимірні (об'ємні) фотографії. 
Стереокамери можуть використовуватися для створення стереооглядів, 3D-зображень для фільмів або для діапазону відображення. Відстань між об'єктивами в стереокамері (стереобази) таке ж, як і відстань між очима людини та становить близько 64 мм. Із збільшенням відстані до об'єкта фотозйомки «глибина» зменшується. Всі фотоапарати зі статичною стереобазою також, як і очі людини в об'ємі «бачать» тільки близькі об'єкти (подивіться на Місяць, він здається плоским). Для 3D-фотозйомки віддалених об'єктів необхідно збільшувати відстані стереобази. 
В 1950-х роках стереофотоапарати знайшли популярність з появою камери Stereo Realist та декількох схожих, які використовували 35-мм плівку для створення стереослайдів. 
Стереокамери іноді встановлюють на автомобілях, щоб визначати ширину смуг або відстань до об'єкту на дорозі. 
Не всі двохоб'ектівні камери використовуються для отримання стереознимку. Двохоб'єктивна дзеркальна камера використовує один об'єктив для фокусування та перегляду композиції, а інший — для фіксації зображення на плівці. Зазвичай такі камери мають вертикальну компоновку. Прикладом можуть служити Rolleiflex або сучасна двухоб'ектівна Mamiya C330. 

## Див. також

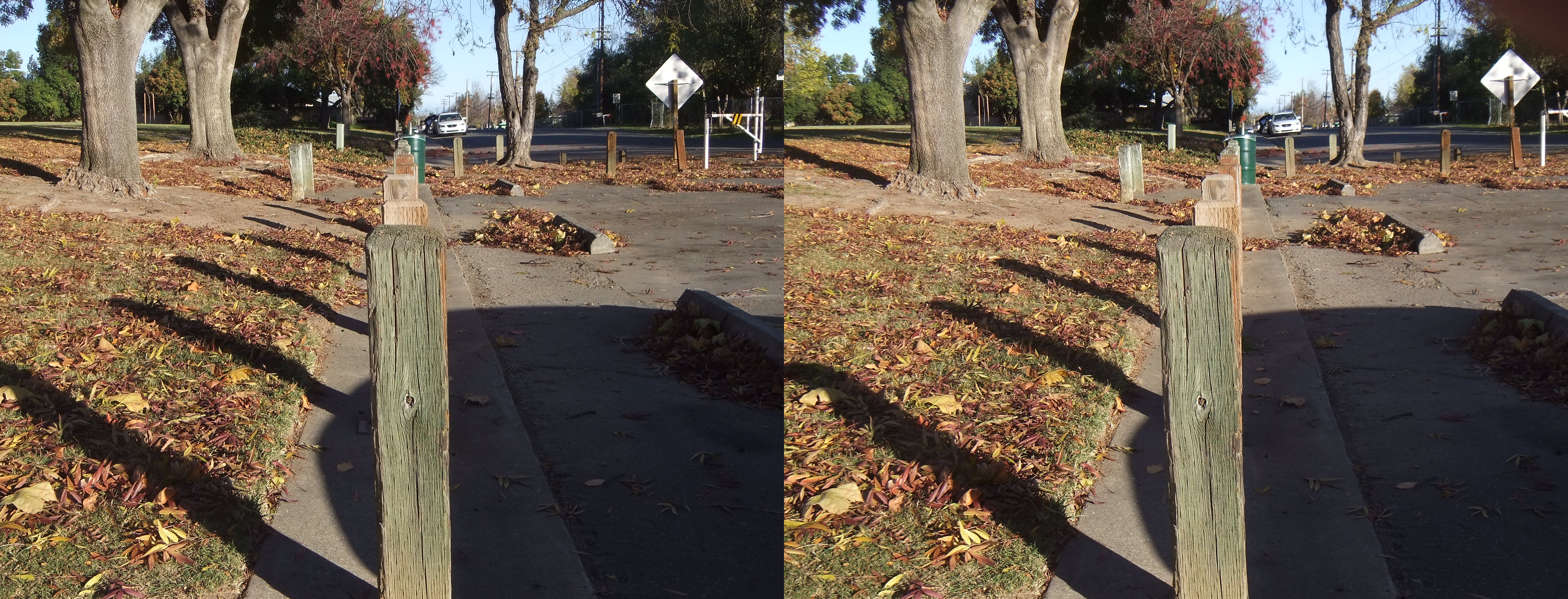
Стереофотографія (зроблена камерою Fujifilm FinePix W Series Real 3D)